# 渋谷亮介
渋谷 亮介（しぶや りょうすけ）は、日本のアニメ演出家・監督。アニメーションカレッジ卒。

## 参加作品

### テレビアニメ
2017年
- 僕の彼女がマジメ過ぎるしょびっちな件（絵コンテ・演出）

2018年
- ハッピーシュガーライフ（絵コンテ・演出）

2019年
- ソウナンですか?（ED絵コンテ・演出・原画・背景・撮影・編集、絵コンテ・演出）

2020年
- ランウェイで笑って（チーフディレクター・絵コンテ・演出）
- シャドウバース（フォロワーデザイン・演出・演出補佐）

2021年
- BEASTARS（第2期、演出）
- うらみちお兄さん（チーフディレクター、ED絵コンテ・演出・原画・撮影・編集、絵コンテ・演出）

2023年
- 最強陰陽師の異世界転生記（監督）
- AYAKA -あやか-（モンスターデザイン）
- 無職転生 II 〜異世界行ったら本気だす〜（演出・絵コンテ・監督）

2024年
- 疑似ハーレム（OP演出）

2025年
- 戦隊レッド 異世界で冒険者になる（怪人デザイン）
- 花は咲く、修羅の如く（絵コンテ）

2026年
- 無職転生 III 〜異世界行ったら本気だす〜（監督）

### Webアニメ
- 風都探偵（2019年、演出）

### 特撮
- 手裏剣戦隊ニンニンジャー（2016年、怪人デザイン）
- 宇宙戦隊キュウレンジャー（2017年、怪人デザイン）
- 快盗戦隊ルパンレンジャーVS警察戦隊パトレンジャー（2018年、怪人デザイン）
- 魔進戦隊キラメイジャー（2020年、コックピットデザイン）
- 機界戦隊ゼンカイジャー（2021年、コックピットデザイン）
- 王様戦隊キングオージャー（2023年 - 2024年、アートデザイン）